# Camino Golden Hits Tour
Camino Golden Hits Tour es una gira musical de la cantante mexicana Paulina Rubio, realizada para conmemorar sus grandes éxitos. Inició el 13 de septiembre de 2023 en Sugar Land, Texas (Estados Unidos), y hasta ahora ha recorrido algunas ciudades de Estados Unidos y Latinoamérica. Es la primera gira retrospectiva de la artista, en la que interpreta algunos de sus éxitos de sus 40 años de carrera musical.

## Antecedentes
El 2 de agosto de 2023, la cantante anunció en sus redes sociales las primeras fechas de su gira Camino Golden Hits que comenzaría el 13 de septiembre en Sugar Land, Texas (Estados Unidos). Más adelante, dijo en una entrevista a Telemundo que había decidido iniciar un recorrido de sus grandes éxitos en un mes tan importante para México como lo es septiembre (celebraciones del Día de la Independencia) porque quería hacer una gran fiesta latina. 
Rubio aseguró que el concepto de Golden Hits se basa en «unir grandes hits de cuatro décadas», por lo que en su repertorio interpreta canciones de la década de 1980 (su época en Timbiriche), de 1990 (de sus primeros álbumes de estudio con EMI), de los 2000 (su etapa más fructífera con Universal), de los 2010, así como sus sencillos más actuales. La cantante también explicó que la gira hace un «recorrido por los distintos estados musicales de Paulina Rubio, desde la Paulina desenfadada, también con mi rollo más mexicano como ‘Mi último adiós’, entre lo grupero, lo ranchero y las cumbias, sin dejar mi lado dance y sin dejar de lado las baladas que son tan poderosas en el escenario».
Las canciones que forman parte del setlist fueron escogidas por sus seguidores.

## Recepción crítica
De acuerdo al diario El País, Camino Golden Hits es «un tour que tiene una serie de ingredientes especiales», pues «incluye canciones desde su época como integrante de Timbiriche en los años 80, sus inicios como solista en los 90 y ese camino camaleónico que ha tenido a lo largo de las últimas décadas».

## Sinopsis
Con una duración aproximadamente de una hora y treinta minutos, Camino Golden Hits Tour es uno de los show más extensos en la carrera de Paulina Rubio. El concierto da entrada a la cantante, que sale de una cortina que proyecta su imagen, interpretando «Causa Y Efecto» tocando una guitarra eléctrica, mientras la pantalla proyecta unos edificios de luces neón, haciendo un guiño a su noveno álbum de estudio Gran City Pop (2009). Siguiendo la misma vibra rock, interpreta a continuación «Lo Haré Por Ti», cuyos riffs de guitarras se acentúan. Sigue con una versión individual de «Nada fue un error», en la que colaboró en el álbum en vivo Esta Mañana Y Otro Cuentos (2005) de Coti. 
El segmento de guitarras rock cambia con un medley de pop rítmico, interpretando «Casanova», «Don't Say Goodbye» y «Boys Will Be Boys», para después seguir con «Te Quise Tanto». Rubio da un discurso feminista antes de continuar con «Yo No Soy Esa Mujer», que generalmente es una de las canciones más esperadas. La cantante interactúa con el público ofreciéndoles un shot de tequila a algunos de sus fans. A continuación interpreta «Ni Rosas, Ni Juguetes» y «Dame Otro Tequila», ataviada de un sombrero estilo vaquero. Sigue con «El Último Adiós», y termina el segmento de rancheras con «Golpes En El Corazón», que originalmente es una canción de Los Tigres del Norte, con quienes colaboró en su álbum en vivo MTV Unplugged: Los Tigres del Norte and Friends (2011).
La pantalla cambia a una estética ochentera para dar entrada a un medley de Timbiriche. Algunas de las canción que Rubio interpreta son «Acelerar» y «Con todos menos conmigo». Durante ese segmento presenta a sus músicos, y después interpreta una canción acompañada únicamente de una guitarra acústica, que generalmente es uno de sus éxitos de los 90's como «Enamorada». Sigue con «Mío» y termina con «Ni Una Sola Palabra» antes de despedirse del público.
Pocos minutos después, regresa para interpretar «Sexy Dance» y «Algo Tienes» mientras las luces y la pantalla dan un ambiente discotequero. Decenas de grandes pelotas salen al escenario antes de finalizar el show con «Y Yo Sigo Aquí».

## Repertorio
La siguiente lista de canciones corresponde al primer concierto realizado el 16 de febrero de 2024 en Bogotá (Colombia). No representa todos los espectáculos ofrecidos a lo largo de la gira.
1. «Causa Y Efecto»
2. «Lo Haré Por Ti»
3. «Nada fue un error»
4. «Casanova» / «Don't Say Goodbye» / «Boys Will Be Boys»
5. «Te Quise Tanto»
6. «Yo No Soy Esa Mujer»
7. «Ni Rosas, Ni Juguetes» / «Dame Otro Tequila»
8. «El Último Adiós»
9. «Golpes En El Corazón»
10. «Acelerar» / «Con todos menos conmigo»
11. «Enamorada»
12. «Mío»
13. «Ni Una Sola Palabra»
14. «Sexy Dance» / «Algo Tienes» / «Y Yo Sigo Aquí»

## Fechas
| Fecha                    | Ciudad            | País                 | Lugar                      | Asistencia        | Recaudación       |                   |
| Etapa 1 — América        | Etapa 1 — América | Etapa 1 — América    | Etapa 1 — América          | Etapa 1 — América | Etapa 1 — América | Etapa 1 — América |
| ------------------------ | ----------------- | -------------------- | -------------------------- | ----------------- | ----------------- | ----------------- |
| 13 de septiembre de 2023 | Sugar Land        | Estados Unidos       | Smart Financial Centre     |                   |                   |                   |
| 15 de septiembre de 2023 | San Antonio       | Estados Unidos       | The Espee                  |                   |                   |                   |
| 16 de septiembre de 2023 | Corpus Christi    | Estados Unidos       | American Bank Center       |                   |                   |                   |
| 17 de septiembre de 2023 | Grand Prairie     | Estados Unidos       | Texas Trust Cu Theatre     |                   |                   |                   |
| 22 de septiembre de 2023 | Las Vegas         | Estados Unidos       | The Venetian Theatre       |                   |                   |                   |
| 23 de septiembre de 2023 | Las Vegas         | Estados Unidos       | The Venetian Theatre       |                   |                   |                   |
| 24 de septiembre de 2023 | Coachella         | Estados Unidos       | Spotlight 29 Casino        |                   |                   |                   |
| 3 de febrero de 2024     | Jalostotitlán     | México               | Plaza de Toros Jalostitlán |                   |                   |                   |
| 4 de febrero de 2024     | Morelia           | México               | Centro de Espectáculos     |                   |                   |                   |
| 16 de febrero de 2024    | Bogotá            | Colombia             | Movistar Arena             | 13,000            |                   |                   |
| 17 de febrero de 2024    | Medellín          | Colombia             | Parque Norte               |                   |                   |                   |
| 1 de marzo de 2024       | Santo Domingo     | República Dominicana | Teatro La Fiesta           |                   |                   |                   |
| 2 de marzo de 2024       | San Juan          | Puerto Rico          | Coca-Cola Music Hall       |                   |                   |                   |
| —                        |                   |                      |                            |                   |                   |                   |